# Challenger de Manama 2025
El torneo Bahrain Ministry of Interior Tennis Challenger 2025 fue un torneo de tenis perteneció al ATP Challenger Tour 2025 en la categoría Challenger 125. Se trató de la 4ª edición; el torneo tuvo lugar en la ciudad de Manama (Baréin), desde el 10 hasta el 16 de febrero de 2025 sobre pista dura al aire libre.

## Jugadores participantes del cuadro de individuales
| Preclasificado | País                        | Jugador              | Rank1 | Posición en el torneo |
| 1              | Bandera de Hungría          | Márton Fucsovics     | 96    | CAMPEÓN               |
| 2              | Bandera vacío               | Pavel Kotov          | 103   | Primera ronda         |
| 3              | Bandera de los Países Bajos | Jesper de Jong       | 109   | Segunda ronda         |
| 4              | Bandera de Kazajistán       | Mikhail Kukushkin    | 112   | Segunda ronda         |
| 5              | Bandera de Japón            | Yasutaka Uchiyama    | 146   | Primera ronda         |
| 6              | Bandera de Georgia          | Nikoloz Basilashvili | 147   | Primera ronda         |
| 7              | Bandera de Croacia          | Duje Ajduković       | 158   | Cuartos de final      |
| 8              | Bandera de Francia          | Térence Atmane       | 160   | Cuartos de final      |

- 1 Se ha tomado en cuenta el ranking del 3 de febrero de 2025.

### Otros participantes
Los siguientes jugadores recibieron una invitación (wild card), por lo tanto ingresan directamente al cuadro principal (WC):
- Nicolai Budkov Kjær
- Benoît Paire
- Andrea Vavassori

Los siguientes jugadores ingresan al cuadro principal tras disputar el cuadro clasificatorio (Q):
- Aleksandre Bakshi
- Petr Bar Biryukov
- Evgeny Karlovskiy
- Dimitar Kuzmanov
- Marat Sharipov
- Ilia Simakin

## Campeones

### Individual Masculino
- Márton Fucsovics derrotó en la final a  Andrea Vavassori por 6–3, 6–7(3), 6–4

### Dobles Masculino
- Vitaliy Sachko /  Beibit Zhukayev derrotaron en la final a  Ivan Liutarevich /  Luca Sanchez por 6–4, 6–0